# Roger Griffin

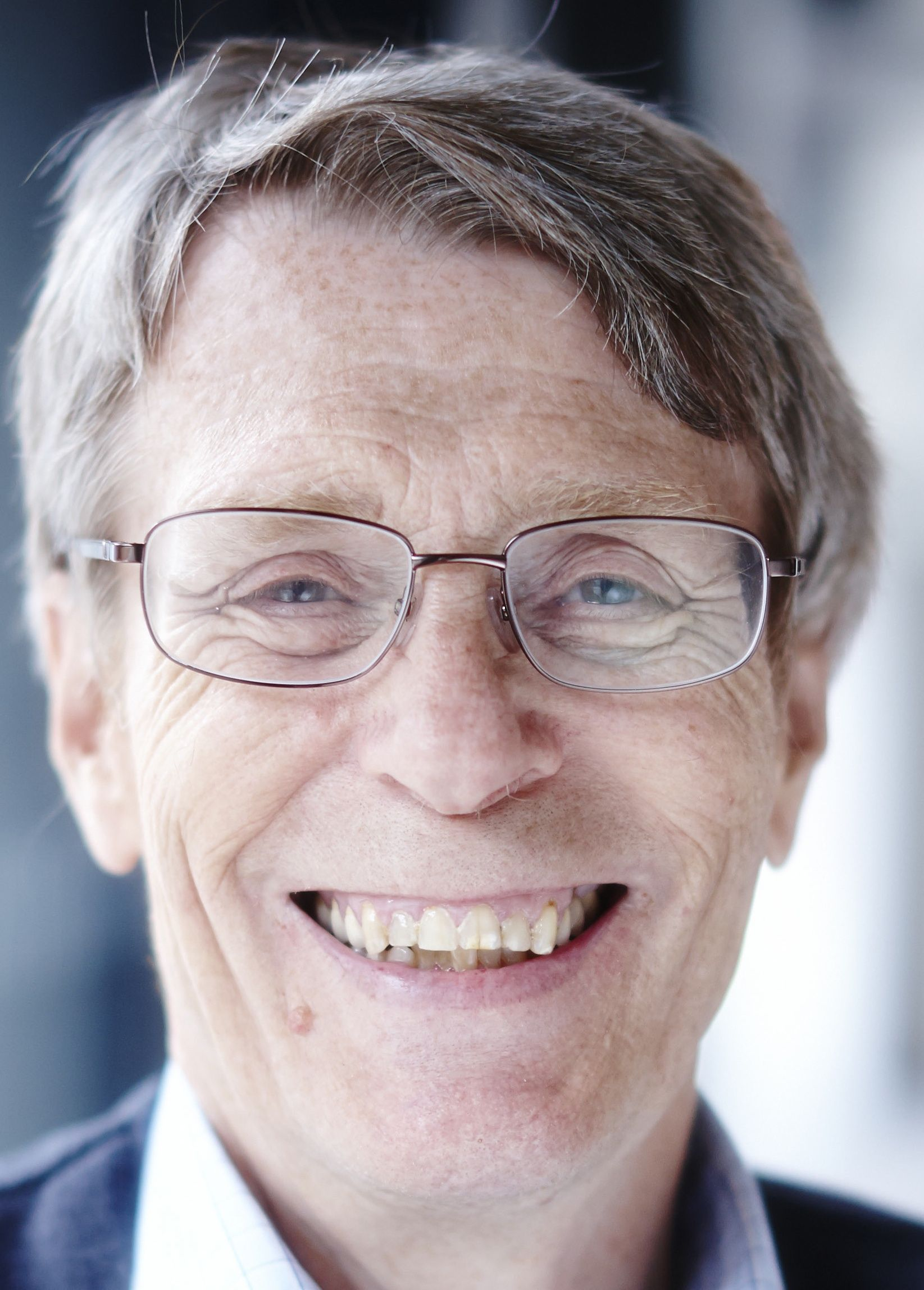
Roger Griffin em 2013

Roger David Griffin (nascido em 31 de janeiro de 1948) é um professor britânico de história moderna e teórico político na Oxford Brookes University, Inglaterra. Seu principal interesse é a dinâmica sócio-histórica e ideológica do fascismo, bem como várias formas de fanatismo político ou religioso.

## Educação e carreira
Griffin obteve um primeiro em literatura francesa e alemã da Universidade de Oxford, depois começou a ensinar História das ideias na Oxford Polytechnic (agora Oxford Brookes). Tornando-se interessado no estudo dos movimentos e regimes de extrema-direita que moldaram a história moderna, Griffin obteve um doutorado na Universidade de Oxford em 1990. Ele primeiro desenvolveu sua teoria da palingese do fascismo em sua tese de doutorado. Seu trabalho mais conhecido é The Nature of Fascism (1991). Em maio de 2011, ele recebeu um doutorado honorário da Universidade de Lovaina em reconhecimento por seus serviços ao estudo comparativo do fascismo.

## Obras selecionadas

### Monografias
- The Nature of Fascism (St. Martin's Press, 1991 ISBN 0-312-07132-9, Routledge, 1993, ISBN 0-415-09661-8)
- Fascism (Oxford Readers) (Oxford University Press, 1995, ISBN 0-19-289249-5)
- International Fascism: Theories, Causes and the New Consensus, Edward Arnold, 1998, ISBN 0-340-70614-7)
- Fascism: Critical Concepts in Political Science editado com Matthew Feldman (Routledge, 2004, ISBN 0-415-29015-5)
- Griffin, Roger, ed. (2005). Fascism, Totalitarianism and Political Religion. [S.l.]: Routledge. ISBN 9781136871689
- Modernism and Fascism: The Sense of a Beginning under Mussolini and Hitler (ver Índice, Introdução e Índice, Palgrave, 2007, ISBN 1-4039-8783-1)
- A Fascist Century: Essays by Roger Griffin, ed. por Matthew Feldman (ver Índice, Capítulo 1 e Índice, Palgrave, 2008, ISBN 0-230-22089-4)
- Terrorist's Creed: Fanatical Violence and the Human Need for Meaning, Palgrave, 2012, ISBN 0-230-24129-8
- Fascism. An Introduction to Comparative Fascist Studies (Polity, 2017) ISBN 9781509520688
- Fascism in the series Quick Immersions (Tibidado, 2020)
- The Divisible Self: Heroic Doubling and the Origins of Modern Violence (Columbia: Agenda, Columbia University Press, 2021)

### Artigos
- 'Interregnum or endgame? Radical Right Thought in the 'Post-fascist' Era', in Michael Freeden (ed.), Reassessing Political Ideologies (Routledge, London, 2001), pp. 116–131.
- Griffin, Roger (2007). «The 'Holy Storm': 'Clerical fascism' through the Lens of Modernism». Totalitarian Movements and Political Religions. 8 (2): 213–227. doi:10.1080/14690760701321130
- Football in No-Man’s-Land? The prospects for a fruitful “inter-camp” dialogue within fascist studies between Marxists and non-Marxists, for special issue of European Journal for Political Theory, vol. 9, no. 2 (2012)
- Fixing Solutions: Fascist Temporalities as Remedies for Liquid Modernity]. In: Journal of Modern European History 13 (2015), 1, 15–23. (Introduction to a forum on Fascist Temporalities)
- The role of heroic doubling in terrorist radicalisation: a non-psychiatric perspective’, International review of psychiatry, vol. 29, no. 4 (2017), pp. 355–61.
- ‘Building the visible immortality of the nation: The centrality of ‘rooted modernism’ to the Third Reich’s Architectural New Order’, Fascism, vol. 7, no. 1 (2018), pp. 9–44.